# Cittadella di Karim Khan
La Cittadella di  Karim Khan (Persiano: ارگ کریم خان Arg-e Karim Khan) è una cittadella situata nel centro di Shiraz, nel sud dell'Iran. È stata costruita come parte di un complesso durante la dinastia Zand e prende il nome di Karim Khan, e servì come sua abitazione. La forma assomiglia ad una fortezza medievale.
A volte, la cittadella è stata utilizzata come prigione. Oggi è un museo gestito dai Beni culturali iraniani.

## Etimologia
La Cittadella di Karim Khan è anche conosciuta come Arge Karim Khan, Arge Karim Khani, castello o cittadella di Karim Khan.

## Storia

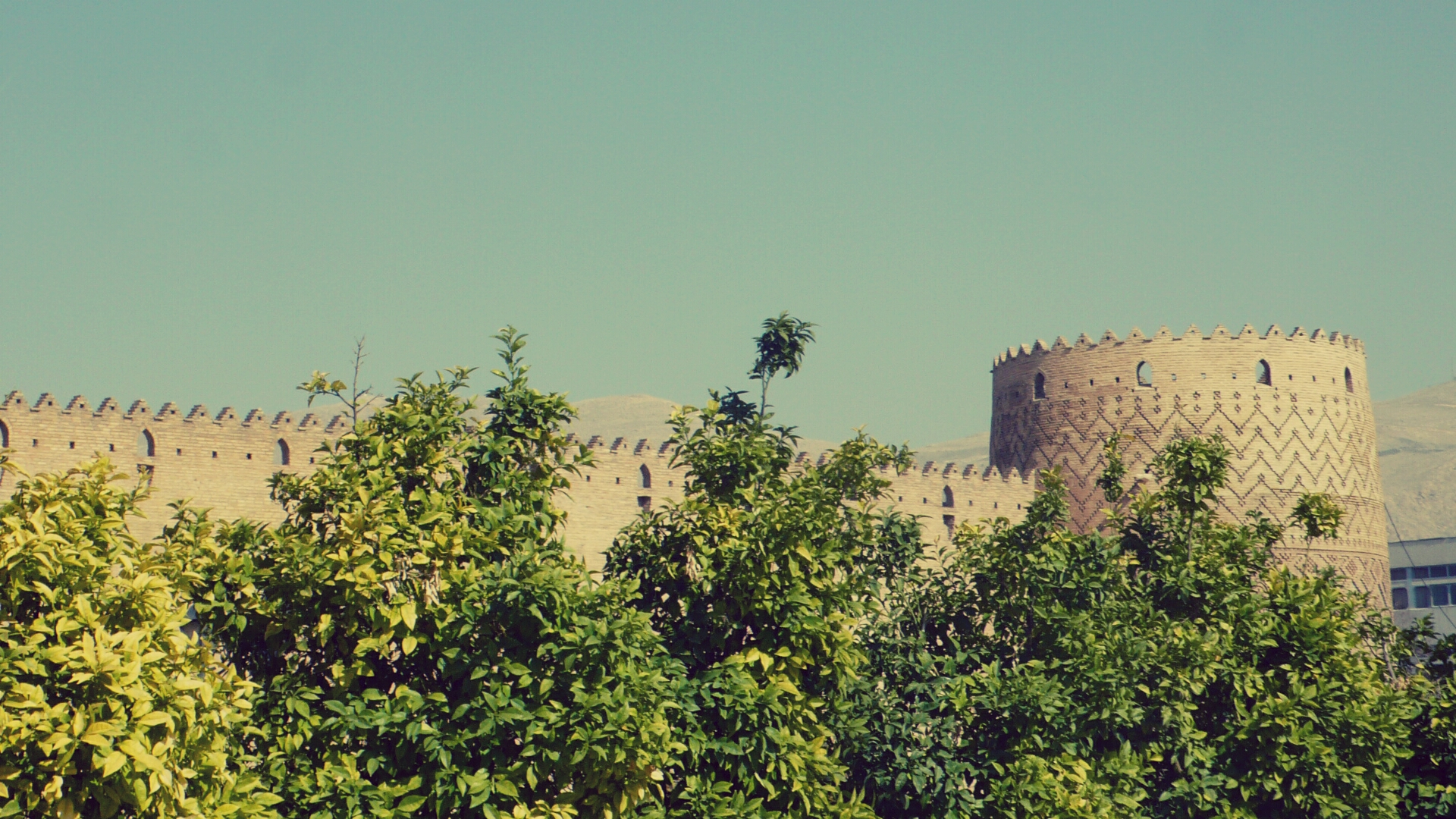
Esterno della cittadella

Arg-e-Karim Khan è stato costruito nel 1180 AH (1766-7). Karim Khan ha invitato i migliori architetti e artisti del tempo e ha comprato i migliori materiali provenienti da altre città e dall'estero, per la costruzione della cittadella di Karim Khan, che è stata rapidamente costruita. Durante la dinastia Zand è stata utilizzata dal re come abitazione. Durante il periodo Qajar fu utilizzata come sede del governatore.
Il principe Abdolhosein Mirza Farmanfarma, governatore della provincia di Fars, ha ordinato le miniature nella cittadella per essere rinnovate.
Dopo la caduta della dinastia Qajar è stata trasformata in una prigione e le pitture sono state intonacate sopra. Nel 1971 è diventata Patrimonio della cultura iraniana. La ristrutturazione della cittadella è iniziata nel 1977.

## Descrizione
Il Castello Karim Khan si trova a piazza Shahrdari. Ha una superficie di 4.000 m2 ed è al centro di un complesso di 12.800 m2. La cittadella di Karim Khan è costituita da quattro alte pareti collegate da quattro torri in mattoni rotonde di 14 m con mattoni a 90 gradi. Ogni parete di 12 m è di 3 metri di spessore alla base e 2,8 metri in cima. Lo stile della cittadella combina un'architettura militare a quella residenziale, perché era la casa di Karim Khan e il centro militare della dinastia.
James Edward Alexander nel 1827 ha descritto la cittadella come circondata da un "fosso umido e profondo".
Delle piastrelle raffigurano dei racconti leggendari che sono stati aggiunti al cancello d'ingresso della cittadella durante l'era Qajar.

## Galleria d'immagini

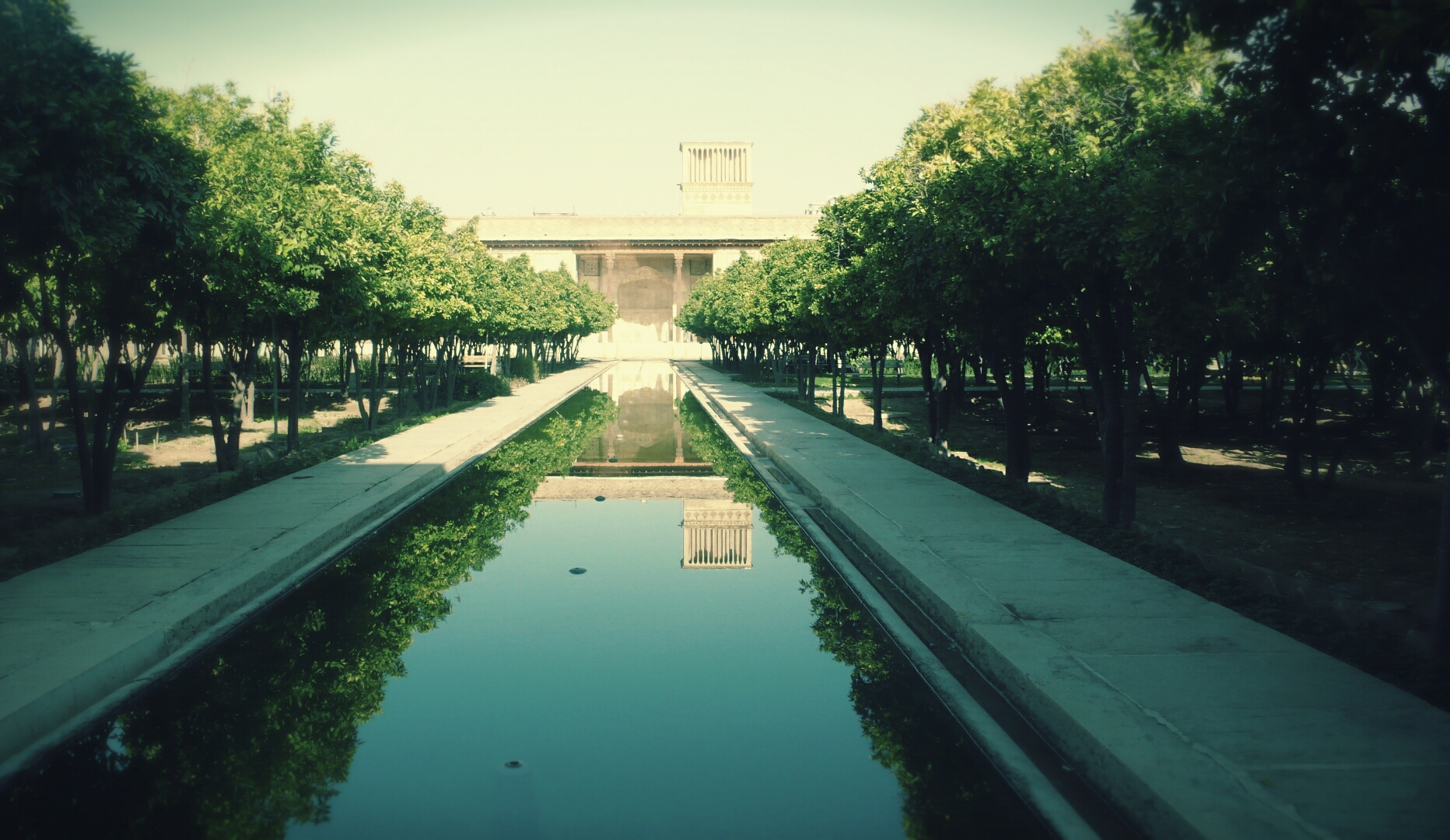
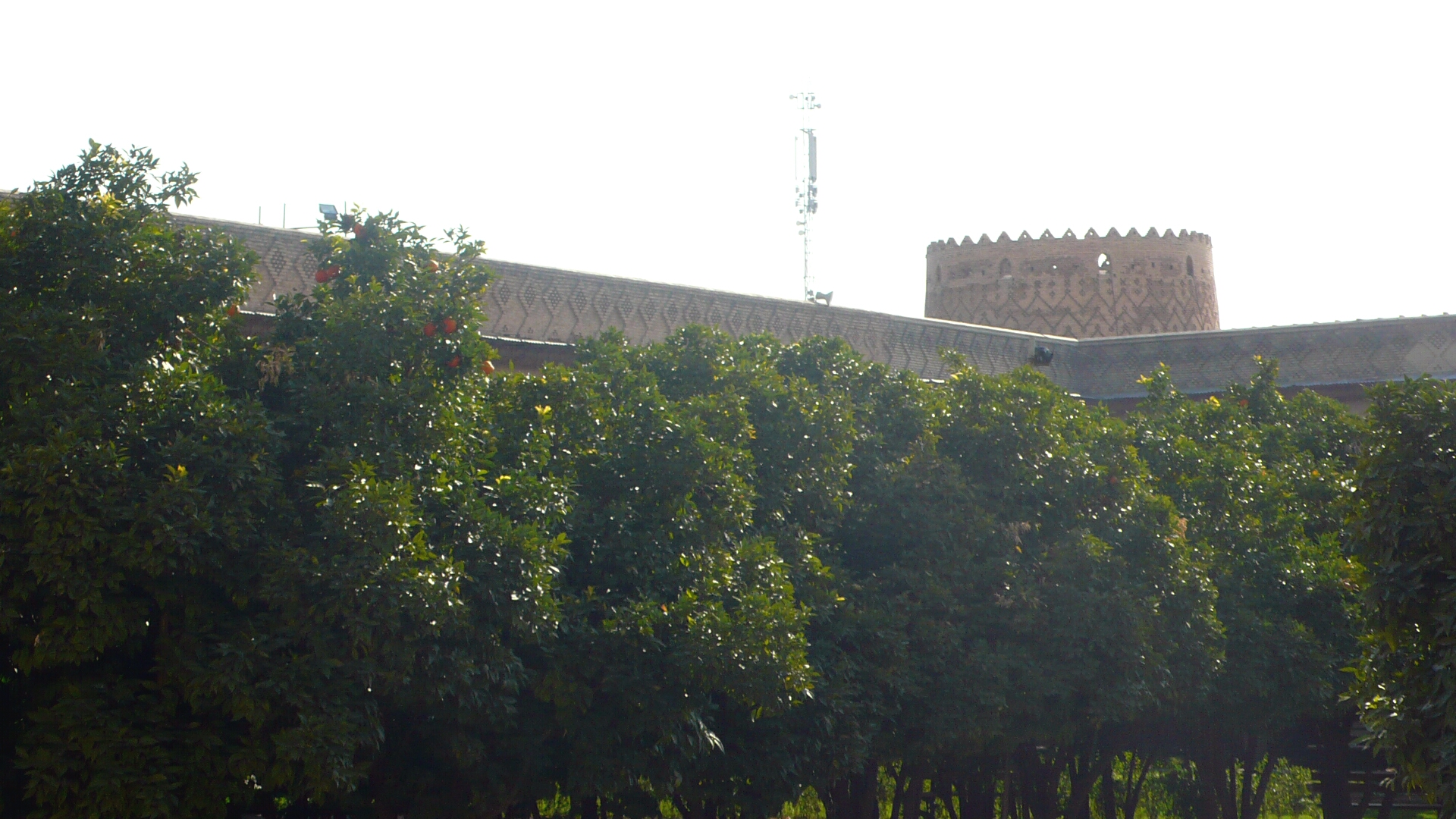
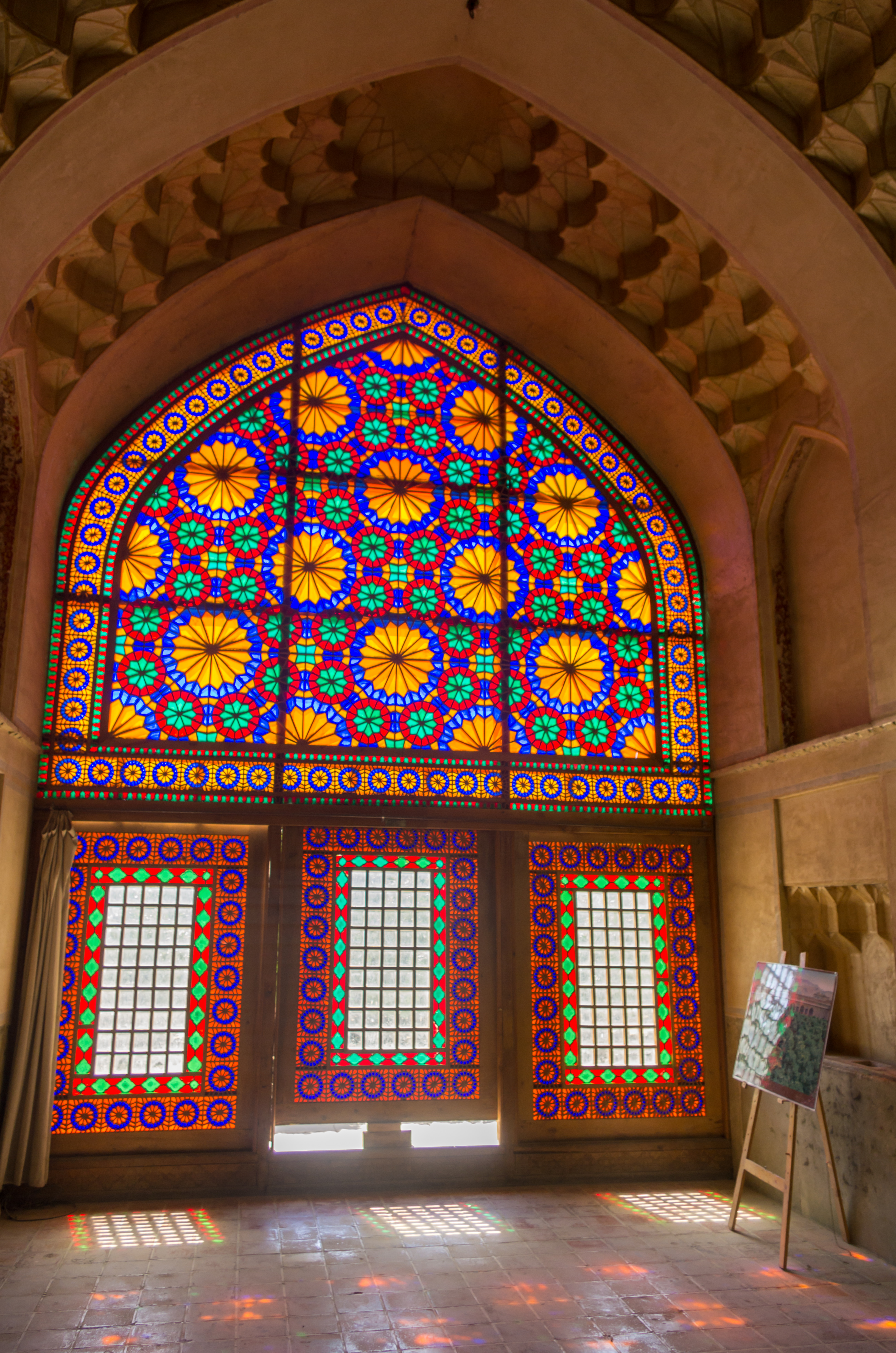
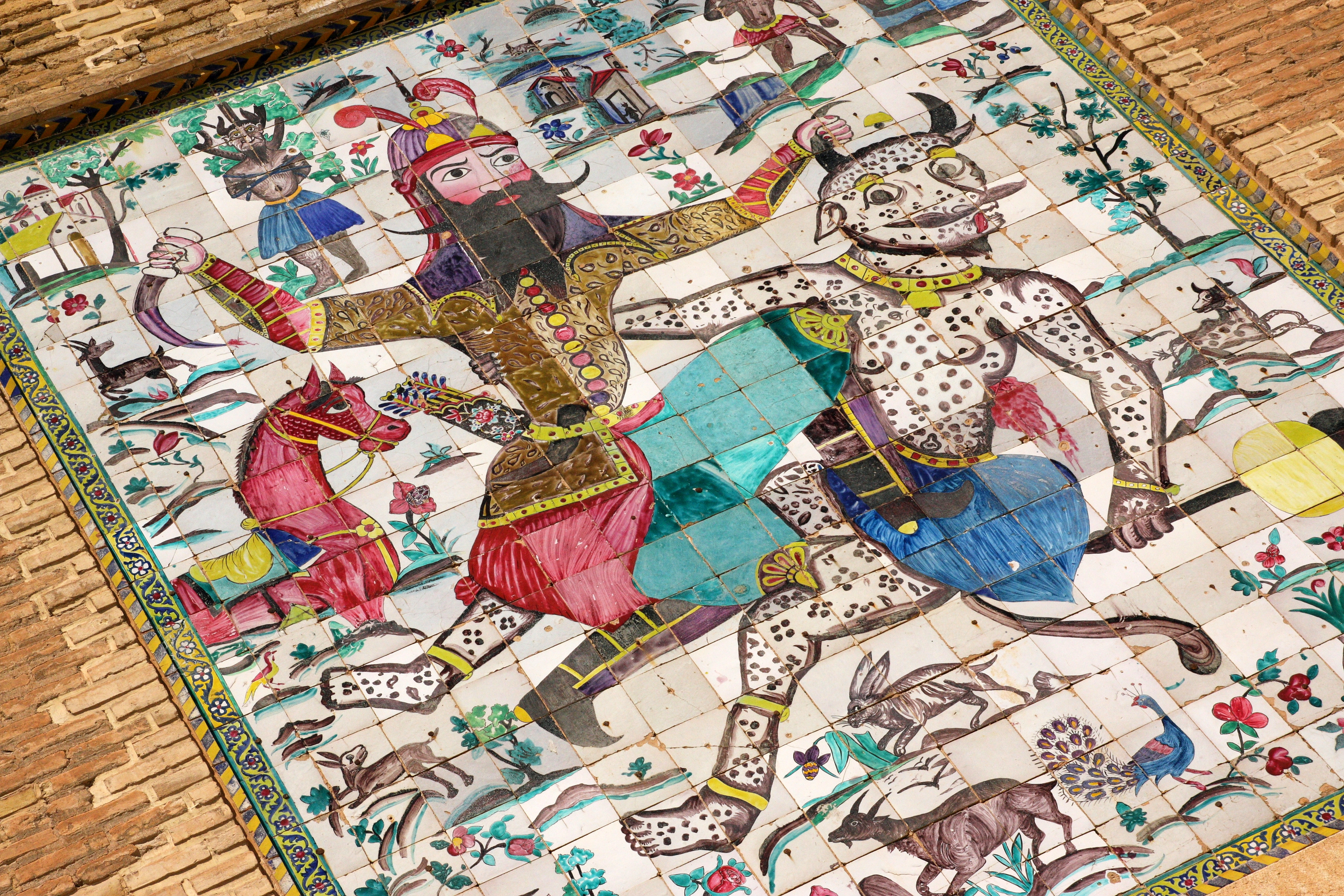
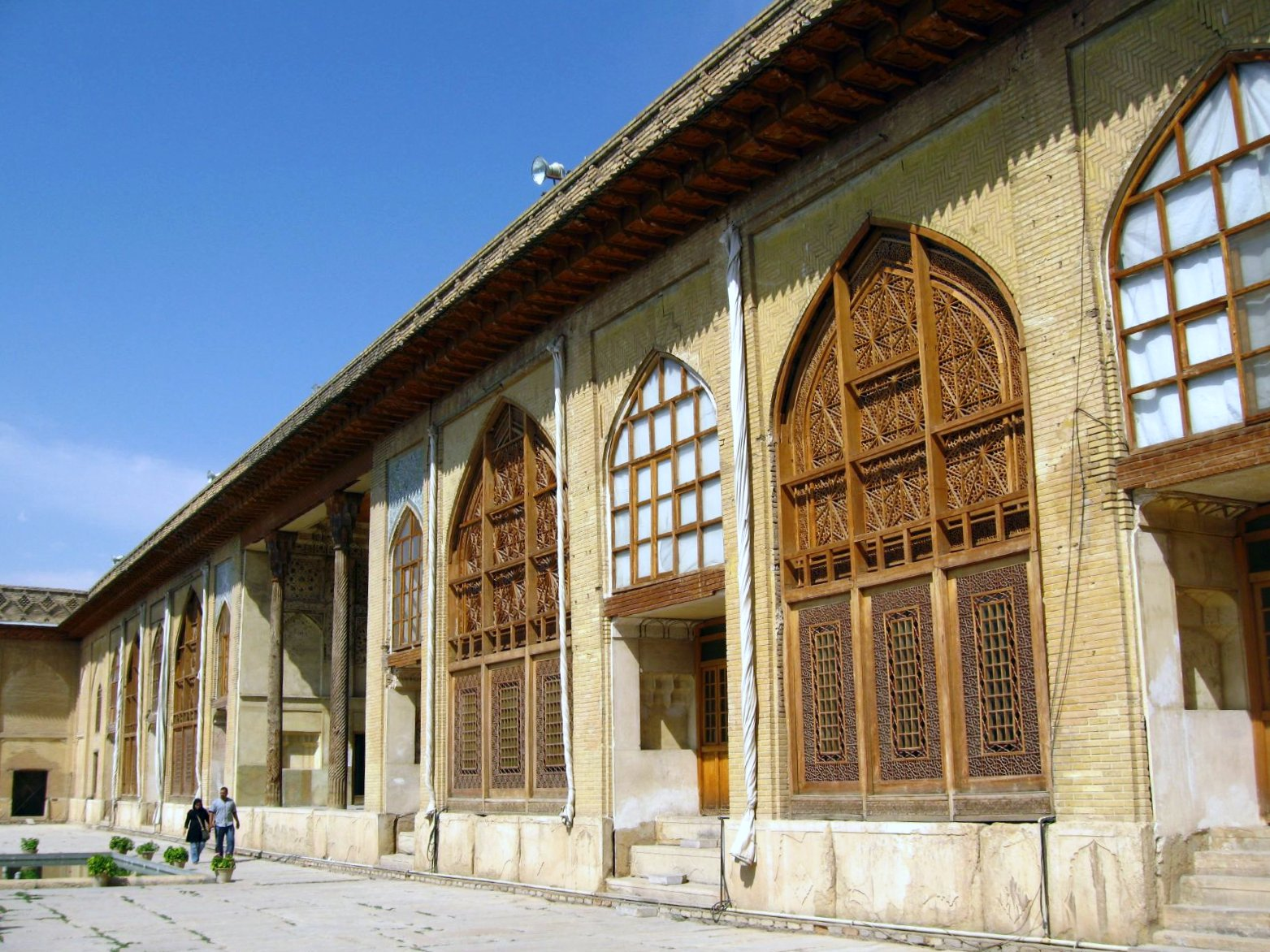
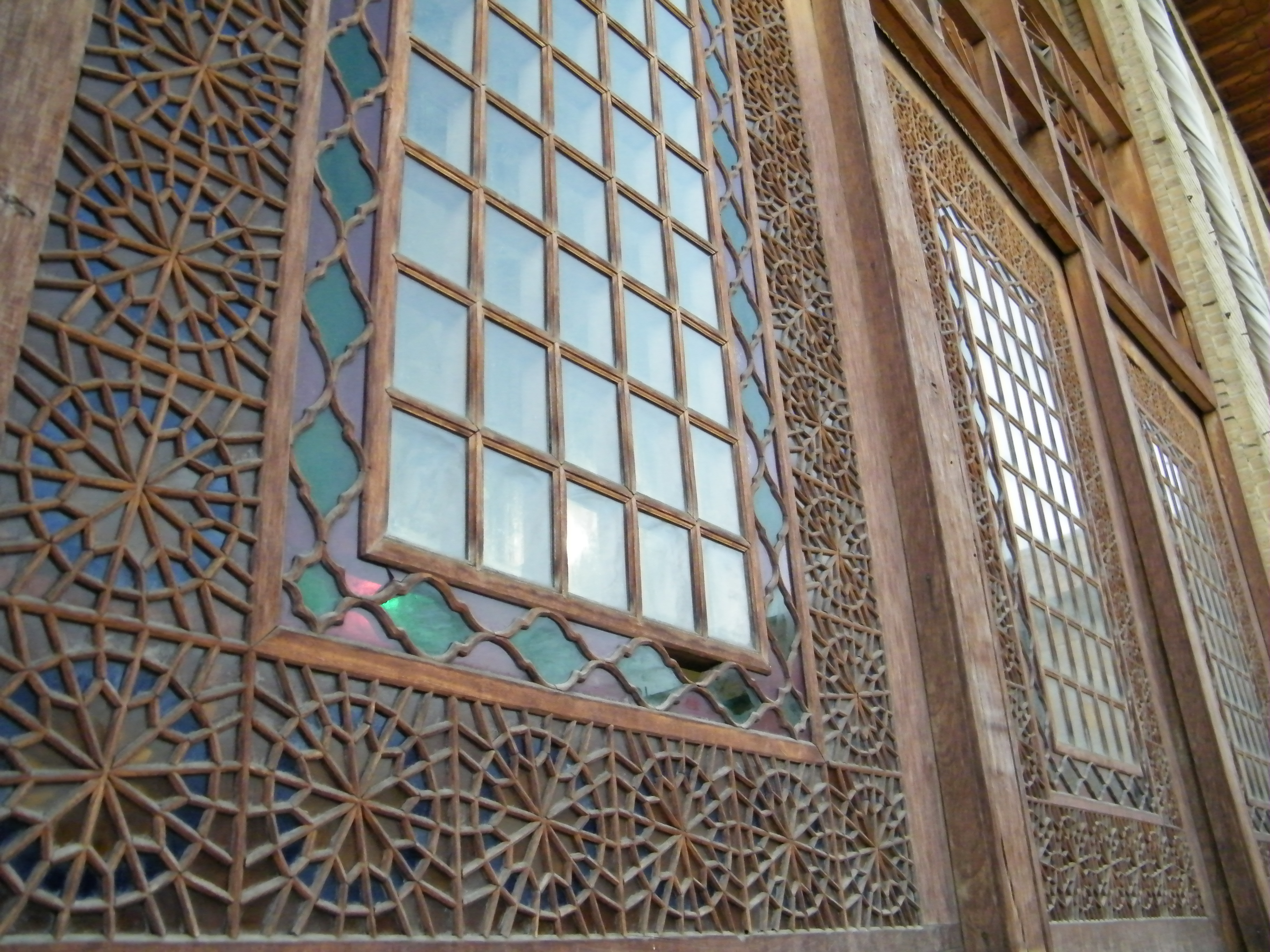